# Hệ thống Mô-đun Robot Vũ trang Tiên tiến
Hệ thống Mô-đun Robot Vũ trang Tiên tiến (Modular Advanced Armed Robotic System - MAARS) là một loại robot quân sự được phát triển bởi Công ty Qinetiq. Một thành viên của gia đình robot TALON, nó sẽ là người kế thừa của robot SWORD. Nó có vỏ khác và lớn hơn loại SWORD nên có rất ít điểm chung về mặt vật lý với những con robot SWORD hay TALON.

## Thiết kế
Nền tảng của MAARS là nâng cao khả năng trinh sát, giám sát và nhận diện mục tiêu (Reconnaissance, Surveillance and Target Acquisition - RSTA) để tăng cường an ninh tại những vị trí chiến lược. Nó có thể được cấu hình cho ba chế độ là không gây nguy hiểm, ít gây nguy hiểm hoặc gây chết. Hệ thống có trọng lượng 369 lb (167 kg) khi được trang bị đầy đủ thiết bị cảm ứng, vũ khí và đạn dược. Pin có thể sử dụng từ 3-12 tiếng với chế độ ngủ có thể lên đến một tuần. Robot MAARS có thể di chuyển ở vận tốc 7 mph và di chuyển 800-1000 mét ra xa khỏi người điều khiển. Nó có bảy camera dành cho việc điều khiển, nhận thức tình huống và cho hệ thống vũ khí, các camera có thể hoạt động vào ban ngày hoặc ở chế độ ảnh nhiệt trong đêm. MAARS được trang bị một khẩu súng máy M240B và bốn súng phóng lựu M203 trên một tháp súng có thể quay 360 độ. Nó mang theo 450 viên đạn cho khẩu súng máy cùng bốn quả lựu đạn. Lựu đạn có thể là lựu đạn xốp, lựu đạn bên trong có những viên đạn chì nhỏ hay lựu đạn hơi cay cho các nhiệm vụ không hoặc ít sát thương. Cùng với lựu đạn thường (nhồi thuốc nổ) hoặc nổ trên không cho mục đích sát thương. Mỗi súng phóng lựu được nạp một viên khác loại, cho phép cả hai khả năng sát thương hoặc không sát thương có sẵn khi cần. Những chi tiết khác bao gồm một chiếc loa phát thanh gắn trên con robot để liên lạc, một chiếc còi báo động, một thiết bị chiếu laser làm mù tạm thời và một hệ thống phát hiện tiếng súng. Hệ thống vũ khí có thể được thay thế bởi một cánh tay máy có khả năng nâng vật nặng 120 lb (54 kg), cho phép nó nâng một quả đạn cối 155 mm và có sức kéo khoảng 300 lb (140 kg).

## Lịch sử
Vào ngày 5 tháng 6 năm 2008, QinetiQ tuyên bố rằng họ đã giao con robot MAARS đầu tiên cho Quân đội Hoa Kỳ dưới một hợp đồng từ Chương trình Tháo gỡ Bom mìn / Xung đột Cường độ Thấp (Explosive Ordnance Disposal / Low Intensity Conflict - EOD/LIC).  Ngày 5 tháng 8 năm 2008, MAARS có mặt trong một cuộc thao diễn để giới thiệu những công nghệ của nó trong chiến trường và môi trường đô thị. Bài huấn luyện của nó là một cuộc đụng độ tại một điểm giao thông với một kẻ tình nghi đánh bom liều chết hay một chiếc xe nghi được lắp thuốc nổ bên trong. Trong một tình huống khác, MAARS có nhiệm vụ yểm trợ một con robot khác đang gắn thuốc nổ lên một cánh cửa. Sau khi cánh cửa được cho nổ, MAARS tiến qua cánh cửa và gặp phải chống cự từ kẻ thù, sau đó bắn trả bằng súng máy của nó.
Một trở ngại trong việc triển khai MAARS và Phương tiện Mặt đất Không người lái (Unmanned Ground Vehicle - UGV) có vũ trang đó chính là sự miễn cưỡng của chỉ huy quân đội trong việc thực dụng hệ thống vũ khí từ xa ở mặt đất. Mối lo thứ nhất là thiệt hại ngoài dự kiến khi mà đạn súng máy có thể bay nhanh hơn các thiết bị cảm ứng gắn trên robot nên nếu thiết bị được tự động hóa hoàn toàn có thể dẫn đến bắn nhầm dân thường. Bộ Quốc phòng đồng ý rằng mọi hành động có tính sát thương được thực hiện bởi một hệ thống không người lái sẽ được quyết định bởi một cá nhân, không phải bởi chính cỗ máy một cách tự động. Các tướng lĩnh dưới đất muốn hệ thống tự động trên robot được cải tiến hơn nữa để giảm lượng công việc cho người lính. Robot Mặt đất Tự động được trang bị vũ khí được ví như là mìn, bởi vì chúng không thể bị kiểm soát. Mặc dù Hệ thống Vũ khí Từ xa đã được thực nghiệm thành công, vẫn còn câu hỏi rằng những hệ thống tương tự có thể được đưa xa cho đến đâu, từ một tháp canh cho rào phòng thủ hay qua một nền tảng tự động. Các robot SWORD đã được triển khai ở Iraq được đặt ở những vị trí cố định và phía sau những bao cát, vì những vị chỉ huy không mấy thoải mái với việc sử dụng chúng để tìm và tiêu diệt quân chiến đấu của địch. Trụ sở QinetiQ tại Bắc Mỹ đã nói rằng mặc dù các trang báo cho rằng SWORD chỉ xuất hiện một thời gian ngắn, chúng được triển khai trong sáu năm và thực hiện vai trò chiến đấu trong việc bảo vệ các cứ điểm. Trung tâm Thao diễn tại Fort Benning yêu cầu một cuộc thao diễn của MAARS vào mùa thu năm 2013, và Thủy Quân Lục Chiến cũng đang suy nghĩ về việc đưa nó vào sử dụng sau khi thấy năng lực của nó. Các sĩ quan của Lục Quân hi vọng sẽ được sử dụng robot mặt đất có vũ trang là một phần của một đội bộ binh, chứ không phải đặt nó vào vị trí dự bị. Họ dự định sẽ đưa MAARS vào hoạt động vào năm 2018.
Từ ngày 7-10 tháng 10 năm 2013, MAARS tham gia vào hàng loạt cuộc thử nghiệm cùng với các hệ thống khác tại Fort Benning như một phần của Chương trình Phương tiện Mặt đất Không người lái Vũ trang của Lục Quân (Armed Unmanned Ground Vehicle - AUGV). Mục đích của chương trình là tìm một loại robot không người lái để tiến hành các nhiệm vụ trinh sát và phối hợp cùng các đơn vị bộ binh bằng cách giúp và tiêu diệt kẻ thù. Các cuộc thử nghiệm bao gồm tiếnt ới một vị trí khai hỏa, bắn khẩu súng máy M240 vào các mục tiêu cách đó 800 mét và sau đó rời khỏi khu vực. Sự tin cậy trong khâu điều khiển súng tại khoảng cách khác nhau cũng được thử nghiệm vì lý do an toàn. Hiệu ứng của súng máy trên con robot cũng được khảo sát để quan sát xem bằng cách nào mà kích cỡ, cân nặng và cân bằng của con robot ảnh hưởng đến sự chính xác ở khoảng cách xa. Con robot quân sự mặt đất luôn luôn có một người điều khiển và hoàn toàn không tự động.